# Rudolf Hertz
Rudolf Hertz (* 3. April 1897 in Düsseldorf; † 22. Juni 1965 in Bonn) war ein deutscher Sprachwissenschaftler und Landespolitiker.

## Leben und Wirken
Hertz habilitierte sich 1930 in Bonn im Fach der keltischen Philologie und war zunächst Privatdozent. Im Jahr 1938 wurde ihm die Lehrbefugnis wegen seiner „nichtarischen Herkunft“ entzogen.
Nach dem Zweiten Weltkrieg wurde er 1946 zum außerordentlichen Professor und 1953 zum ordentlichen Professor für Sprachwissenschaft ernannt. Er war zeitweise Leiter der keltologischen Forschung an der Universität Bonn.
Außerdem war Hertz für die FDP 1946 und 1947 Mitglied des ernannten Landtages von Nordrhein-Westfalen.
Hertz war mit der gebürtigen Irin Caitriona Hertz (1919–2002) verheiratet, die 22 Jahre jünger als er war. Nach Hertz’ Tod heirateten Caitriona Hertz und der seit 1970 verwitwete Hermann Wandersleb (1895–1977).

## Schriften
- Die Zeit- und Begründungskonjunktionen des Irischen. Halle (Saale), 1929
- Irisches Lexikon. kurzgefasstes Wörterbuch der alt- und mittelirischen Sprache. (Zusammen mit: Hans Hessen, Séamus Caomhánach u. a. Halle (Saale)), 1933 ff.